# کوین جکسون
کوین آندره جکسون (به انگلیسی: Kevin Andre Jackson) (زادهٔ ۲۵ نوامبر ۱۹۶۴) کشتی‌گیر و مبارز ترکیبی بازنشسته و مربی کشتی آمریکایی است. او برندهٔ مدال طلای المپیک ۱۹۹۲ بارسلون و قهرمان دو دورهٔ مسابقات قهرمانی کشتی جهان در ۱۹۹۱ و ۱۹۹۵ شده‌است. جکسون برندهٔ مدال طلای دو دورهٔ بازی‌های پان امریکن در ۱۹۹۱ و ۱۹۹۵ و نخستین آمریکایی است که قهرمان جام تختی (۱۹۹۸ در تهران) شده‌است. او در سال ۱۹۹۵، جایزه جان اسمیت را به عنوان بهترین کشتی‌گیر سال آمریکا دریافت کرد. او پس از بازنشستگی مدتی به هنرهای رزمی ترکیبی روی‌آورد و نایب‌قهرمان دستهٔ نیمه سنگین‌وزن در یواف‌سی شد.
جکسون از سال ۲۰۰۱ تا ۲۰۰۸ به عنوان سرمربی تیم ملی کشتی آزاد آمریکا، سرمربی مرکز تمرینات المپیک ایالات متحده آمریکا و نیز سرمربی تیم کشتی دانشگاه آیووا و باشگاه سانسیت کیدز فعالیت کرده است. او عضو تالار و موزه مشاهیر و افتخارات ملی کشتی آمریکا است.